# ألفريدو أوبالوس
ألفريدو عمر أوبالوس (من مواليد 17 مارس 1986) هو لاعب كرة قدم أرجنتيني يلعب حاليًا مع رينجرز دي تالكا.